# YŪ
『YŪ』（ユー）は、1986年2月1日に発売された早見優の3枚目のミニ・アルバム。規格品番は、LP: 15TR-2093。

## 概要
5曲入りのミニ・アルバムで、シングル「Tonight」「STAND UP」「PASSION」「CLASH」の英語バージョンの他、早見本人による英語のトークや曲紹介が収録されている。LPのみで発売された。
2012年4月にオリジナル・アルバムを全て収めたCD-BOX『Thank YU〜30th Anniversary Special Box〜』が発売された際には、本作と企画アルバム『KIDS』、更に1994年に"Banilla Blu"名義でリリースしたシングルなどのボーナス・トラックが追加され、『KIDS+YŪ+4』としてDisc-15に収録された。
LPでは、曲の冒頭又は末尾に早見のトークが収められていたが、『KIDS+YŪ+4』ではトークの部分が別のトラックとして分割されているため、曲数が多くなっている。

## 収録曲

### LP

#### SIDE A
1. THEME "L"
作曲・編曲：Masae Nanbu
2. Tonight (ENGLISH VERSION)
作詞: Annie / 作曲: NOBODY / 編曲: YUTAKA MOGI / 英語詞: MAYUMI
3. STAND UP (ENGLISH VERSION)
作詞・作曲: Rick Springfield / 編曲: OSAMU TOZUKA

#### SIDE B
1. PASSION (ENGLISH VERSION)
作詞・作曲: MEIKO NAKAHARA / 編曲: HIROSHI SHINKAWA / 英語詞: MAYUMI
2. CLASH (ENGLISH VERSION)
作詞: IKKI MATSUMOTO / 作曲: UFO IWASATO・KAZUTOSHI MIURA / 編曲: HIROSHI SHINKAWA / 英語詞: MAYUMI

### KIDS+YŪ+4

#### 『KIDS』
1. PASSION
2. 女のハートは右にある
3. His Rain
4. TOY BOY
5. REMEMBER?（PARTII）
6. Busted～Boys
7. Street Bum
8. Believe
9. Basic Love theme
10. Back-bay blues

#### 『YŪ』
- 「THEME "L"」全作曲・編曲：Masae Nanbu

1. THEME "L"（PART 1）
2. Tonight (ENGLISH VERSION)
作詞: Annie / 作曲: NOBODY / 編曲: YUTAKA MOGI / 英語詞: MAYUMI
3. THEME "L"（PART 2）
4. STAND UP (ENGLISH VERSION)
作詞・作曲: Rick Springfield / 編曲: OSAMU TOZUKA
5. THEME "L"（PART 3）
6. THEME "L"（PART 4）
7. PASSION (ENGLISH VERSION)
作詞・作曲: MEIKO NAKAHARA / 編曲: HIROSHI SHINKAWA / 英語詞: MAYUMI
8. THEME "L"（PART 5）
9. CLASH (ENGLISH VERSION)
作詞: IKKI MATSUMOTO / 作曲: UFO IWASATO・KAZUTOSHI MIURA / 編曲: HIROSHI SHINKAWA / 英語詞: MAYUMI
10. THEME "L"（PART 6）

#### +4（Bonus Track）
1. SHOOTING STAR　by Banilla Blu
作詞・作曲: HINOKY TEAM / 編曲: 2ND FUNK-TION
2. I FEEL LOVE　by Banilla Blu
作詞: Banilla Blu / 作曲: Iceman & STARR GAZER
3. SHOOTING STAR (beauty and the beast mix)　by Banilla Blu
作詞・作曲: HINOKY TEAM / 編曲: 2ND FUNK-TION
4. CHANCE（英語ヴァージョン）
作詞: Yu Hayami / 作曲: 中原めいこ / 編曲: 岡本洋・中原めいこ